# El Guerrero de Goslar
El Guerrero de Goslar es una escultura de bronce ubicada en la Rambla de Santa Cruz en la ciudad de Santa Cruz de Tenerife (Canarias, España) y declarada como Bien de Interés Cultural por el Gobierno de Canarias en 2007. Es una de las esculturas más simbólicas de la Rambla de Santa Cruz y de toda la ciudad.
Fue realizada por el escultor inglés Henry Moore en 1977 para sustituir otra pieza suya que había formado parte de la I Exposición Internacional de Escultura en la Calle, celebrada en la ciudad en 1973. Esta escultura fue cedida a la ciudad de Santa Cruz de Tenerife tras las gestiones realizadas en Londres por el arquitecto tinerfeño Carlos Schwartz, el cual se trasladó hasta el taller del artista en Hertfordshire y le pidió contar con una escultura para la ciudad, a lo que accedió gratamente. Según el BOC de 25 de junio de 2007, es una «representación de un guerrero caído, figura recostada con la cabeza en un extremo y el escudo a los pies, en el lado opuesto».
En octubre de 2008, la escultura del Guerrero de Goslar, fue trasladada al edificio Tenerife Espacio de las Artes (TEA) con motivo de la inauguración de este espacio cultural. Además la escultura fue trasladada a diferentes lugares de la isla de Tenerife para grabar un documental, antes de retornar definitivamente a la Rambla en mayo de 2009.